# Binhai (köping i Kina, Hebei, lat 39,23, long 118,20)
Binhai (kinesiska: 滨海镇, 滨海) är en köping i Kina. Den ligger i provinsen Hebei, i den norra delen av landet, omkring 170 kilometer sydost om huvudstaden Peking. Antalet invånare är 16 537. Befolkningen består av 8 192 kvinnor och 8 345 män. Barn under 15 år utgör 13,0 %, vuxna 15-64 år 76 %, och äldre över 65 år 10,0 %.
Genomsnittlig årsnederbörd är 725 millimeter. Den regnigaste månaden är juli, med i genomsnitt 188 mm nederbörd, och den torraste är januari, med 3 mm nederbörd.